# Вериковская, Елена Михайловна
Елена Михайловна Вериковская (15 марта 1932, Харьков — 22 сентября 2004, Киев) — украинская пианистка, педагог. Дочь композитора Михаила Вериковского, сестра Ирины Вериковской, жена Эдуарда Митницкого. Заслуженный работник культуры Украины (1993).

## Биография
1955 — окончила Киевскую консерваторию (класс А.А.Янкевича-Янкелевича).
С 1955 — преподаватель класса фортепиано, с 1986 — заведующая фортепианным отделением Киевского музыкального училища им Р. Глиера .
В то же время в 1964—1971 годах — преподаватель кафедры специального фортепиано Киевской консерватории.
Проводила мастер-классы в Польше, Германии, Венесуэле.
С конца 1980-х годов основала серию концертов «Антология украинской фортепианной музыки».
1995 организовала региональный конкурс юных пианистов (с 2004 года — имени Елены Вериковской).
Ушла из жизни 22 сентября 2004 года. 24 марта 2006 года в классе № 9 Института музыки им. Р. М. Глиера при поддержке Международного благотворительного фонда конкурса Владимира Горовица была открыта мемориальная доска её памяти.
Сын Дмитрий (род. 1958) — контрабасист, работающий в оперном театре города Гера, Германия .
Режиссёр Эдуард Митницкий, проживший с ней в браке более 52 лет, посвятил памяти жены книгу «Леля», вышедшую в свет в 2006 году.

## Награды
- Нагрудный знак Министерства образования и науки Украины «Отличник образования Украины»
- 1993 — Заслуженный работник культуры Украины

## Труды
- Особенности фортепианных произведений М. Вериковского // Материалы 1-й конференции Ассоциации пианистов-педагогов Украины. — Х., 1992
- «Художник, сознающий свое предназначение». Воспоминания об отце: Сборник стаптей к 100-летнему юбилею М. Вериковского. — К., 1997